# Erika Stiska
Erika Stiska (* 3. Juli 1926 in Aussig, Tschechoslowakei; † 22. Februar 2016) war eine deutsche Schauspielerin.

## Leben und Karriere
Stiska wurde durch Filme der DEFA einem breiten Publikum bekannt und wirkte insgesamt in über 30 Film- und Fernsehproduktionen mit, darunter in den TV-Reihen Der Staatsanwalt hat das Wort oder Polizeiruf 110. Darüber hinaus arbeitete sie seit den 1950er Jahren auch als Hörspielsprecherin.
1973 erlangte sie international in dem Märchenfilm Drei Haselnüsse für Aschenbrödel (Tři oříšky pro Popelku) durch ihre Rolle der Baronin von Eck große Bekanntheit.

## Filmografie (Auswahl)
- 1959: Der kleine Kuno
- 1962: Die Nacht an der Autobahn (Fernsehfilm)
- 1964: Das Lied vom Trompeter
- 1965: Entlassen auf Bewährung
- 1967: Meine Freundin Sybille
- 1969: Der Staatsanwalt hat das Wort: Auf der Rennbahn (TV-Reihe)
- 1972: Der Mann, der nach der Oma kam
- 1972: Die Bilder des Zeugen Schattmann (TV-Vierteiler)
- 1972: Der Staatsanwalt hat das Wort: Der Anruf kam zu spät (TV-Reihe)
- 1972: Polizeiruf 110: Blutgruppe AB (TV-Reihe)
- 1973: Eva und Adam (TV-Vierteiler)
- 1973: Drei Haselnüsse für Aschenbrödel (Tři oříšky pro Popelku)
- 1973: Zement (Fernsehfilm, zwei Teile)
- 1975: Polizeiruf 110: Der Spezialist (TV-Reihe)
- 1977: Polizeiruf 110: Trickbetrügerin gesucht (TV-Reihe)
- 1977: Die Flucht
- 1980: Unser Mann ist König (TV-Serie)
- 1981: Polizeiruf 110: Harmloser Anfang (TV-Reihe)
- 1983: Polizeiruf 110: Eine nette Person (TV-Reihe)
- 1984: Polizeiruf 110: Schwere Jahre (1. Teil) (TV-Reihe)
- 1985: Meine Frau Inge und meine Frau Schmidt
- 1989: Polizeiruf 110: Gestohlenes Glück (TV-Reihe)

## Hörspiele
- 1955: Henrik Ibsen: Nora oder Ein Puppenheim (Hausmädchen) – Regie: Horst Preusker (Hörspiel – Rundfunk der DDR)
- 1962: Karel Čapek: Ein Abend mit Karel Čapek (Marie) – Regie: Hans Knötzsch (Hörspiel-Komödie – Rundfunk der DDR)
- 1968: Erasmus Schöfer: Denkmal Pfeiffer – Regie: Fritz-Ernst Fechner (Hörspiel – Rundfunk der DDR)
- 1969: Wolfgang Graetz/Joachim Seyppel: Was ist ein Weihbischof? Oder Antworten zur Akte Defregger – Regie: Edgar Kaufmann (Hörspiel – Rundfunk der DDR)